# Płuskie
Płuskie (dawniej Przedmieście Płuskie) – część miasta Tarnogrodu, znajdująca się na północy miasta. Jest to jedno z czterech przedmieść Tarnogrodu, a zarazem nazwa ulicy wiodącej ku wsi Płusy (od niej nazwa).
Przedmieście Płuskie to także jedna z pięciu dzielnic Tarnogrodu. Przewodniczącym Zarządu Dzielnicy w 2009 roku była Henryka Krasowska.
Dzielnica rozpościera się po obu stronach głównej drogi wojewódzkiej nr 835 (ul. Biłgorajska) oraz równoległej do niej ulicy Przedmieście Płuskie, od której dzielnica bierze nazwę. Płuskie ma głównie charakter mieszkaniowy, choć znajduje się tu także część infrastruktury komunalnej (m.in. oczyszczalnia ścieków i zakład energetyczny, a także stacja benzynowa). Główną zabudowę dzielnicy stanowią domy jednorodzinne. 
Na Płuskim znajduje się tzw. Wąwóz Siekane – miejsce 100 poległych powstańców tarnogrodzkich (1863), w którym postawiono pomnik. W obrębie dzielnicy jest dużo zieleni. Łączą się tutaj dwie główne źródłowe strugi tworzące Nitkę.
Ulice w obrębie dzielnicy to Biłgorajska, Nadrzeczna, Partyzantów, Płuskie Przedmieście Wschód, Płuskie Przedmieście Zachód.